# Correa decumbens
Correa decumbens (Spreading Correa) es un arbusto endémico de South Australia. Sus flores aparecen entre noviembre y febrero además de entre abril a agosto en especies en estado silvestre.  Sus flores tienen un color de rojo a rosado y en su extremo con amarillo verdoso.
Esta especie fue descrita formalmente por vez primera en 1855 por el botánico Ferdinand von Mueller La especie tipo se ha observado creciendo hacia las cataratas del  Mount Lofty, y en las riberas del río Onkaparinga en el sur de  Australia".